# On the Quiet
On the Quiet è un film muto del 1918 diretto da Chester Withey. La pièce teatrale omonima di Augustus Thomas da cui è tratta la sceneggiatura del film andò in scena l'11 febbraio 1901 all'Hoyt's Theatre, interpretata da Louise Allen e William Collier. Il lavoro teatrale ebbe un ottimo successo, venendo subito ripreso nel 1902 e, quindi, nel 1905.

## Trama
Ricca ereditiera, Agnes Colt deve però sottostare a una clausola del testamento di suo padre che le ha lasciato venti milioni di dollari: se si sposerà senza il consenso del fratello Horace, potrà entrare in possesso solo di quattro milioni, perdendo gli altri sedici. Agnes, innamorata di Robert Ridgway, cerca di convincere il fratello a dare la sua benedizione, ma Horace non è troppo convinto, poiché il giovanotto è uno scavezzacollo che si è fatto persino espellere da Yale. Alla fine, promette il suo consenso se però Robert darà prova di responsabilità. Prima di tornare all'università, Agnes e Robert si sposano segretamente: unico testimone, McGeachy, un bookmaker che poi minaccia di ricattare la ragazza, rivelando che si è sposata.
Intanto, Robert viene a sapere che il cognato, il duca di Carbondale, vuole ingelosire la moglie frequentando due ballerine. Il giovanotto si presta al piano che dovrebbe provocare la reazione della duchessa. Ma tutto va storto e, in più, Robert viene accusato da Horace e dalla duchessa di essere il responsabile dello scandalo. Per sfuggire al parentado infuriato, Robert e Agnes si rifugiano sott'acqua in uno scafandro da palombari. Risaliti in superficie, risolveranno le loro divergenze sulla riva dell'oceano.

## Produzione
Il film fu prodotto dalla Famous Players-Lasky Corporation

## Distribuzione
Il copyright del film, richiesto dalla Famous Players-Lasky Corp., fu registrato il 13 agosto 1918 con il numero LP12744.
Distribuito dalla Famous Players-Lasky Corporation, il film - presentato da Adolph Zukor - uscì nelle sale cinematografiche statunitensi il 25 agosto o il 1º settembre 1918.
Non si conoscono copie ancora esistenti della pellicola che viene considerata presumibilmente perduta.